# Джерело № 7 (колишній «Фердинанд») курорту «Трускавець»
Джерело́ № 7 (коли́шній «Фердина́нд») куро́рту «Трускаве́ць» — гідрологічна пам'ятка природи місцевого значення в Україні. Розташована в центральній частині міста Трускавець Львівської області, на території Курортного парку. 

## Загальні відомості

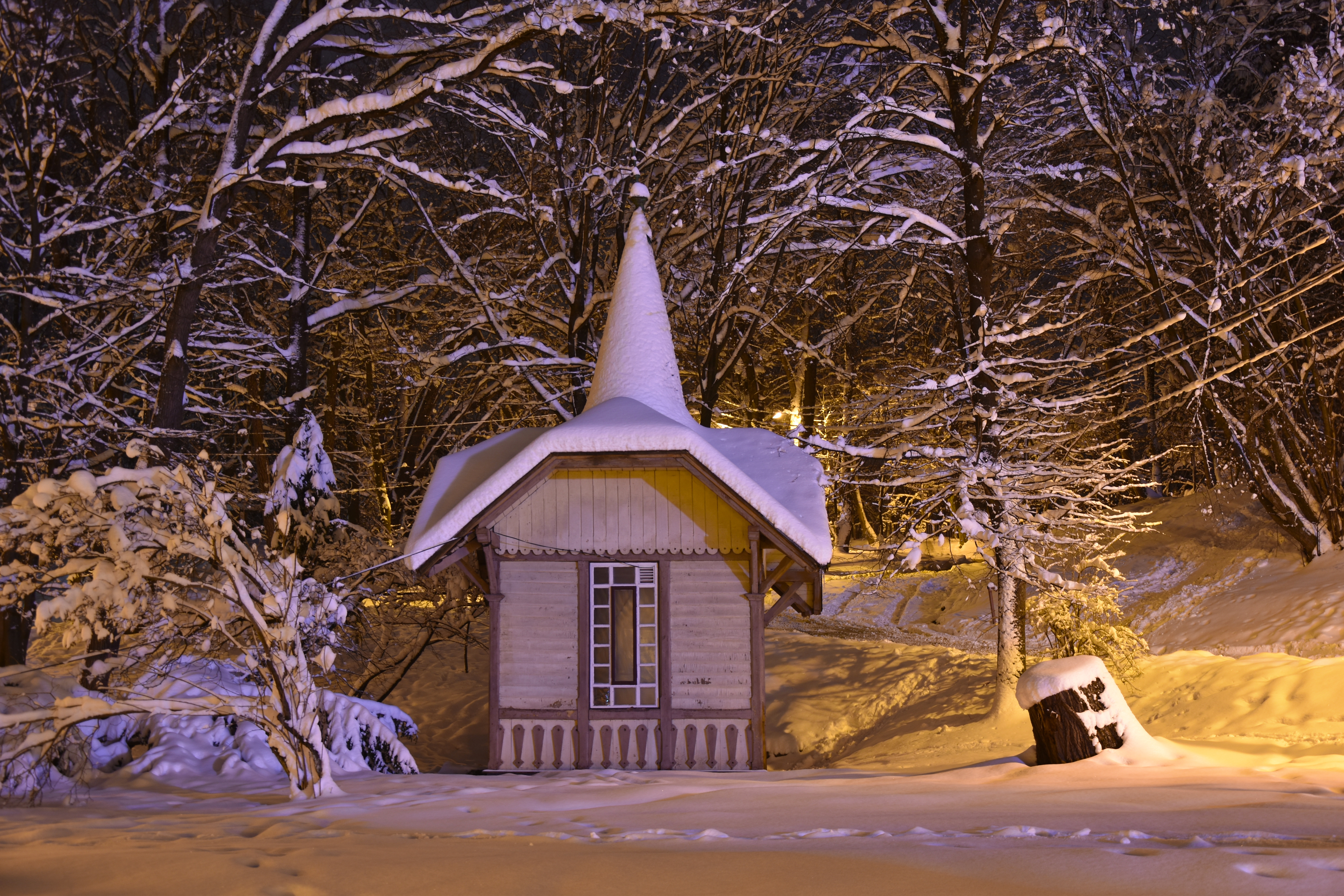
«Фердинанд» зимової ночі

Площа 0,3 га. Статус надано 1984 року. Перебуває у віданні: Трускавецька територіальна курортна рада по управлінню курортами профспілок. 
Статус надано з метою збереження давнього джерела мінеральної води. Початок експлуатації — 1883 рік, кінець — 1964 рік. Поблизу від джерела пробурено свердловину №7, яка містить мінеральну воду аналогічну за складом і в даний час ця вода активно використовується з лікувальною метою.
Вода сірководнева-хлоридно-натрієва, з високою мінералізацією (до 300 г/л) і з вмістом до 70 мг/л вільного сірководню. Застосовується, розведеною з водою джерел № 6, 8 та 9, для відпустки рапних або сірчано-соляних ванн.
Джерело № 7 — це стара шахта з видобутку озокериту, яка заповнена мінеральною водою. Надкаптажна дерев'яна споруда належить до пам'яток архітектури місцевого значення. 